# 아우토스트라다 A7
아우토스트라다 A7(이탈리아어: Autostrada A7)은 밀라노와 제노바 사이에 연결되어 있는 아우토스트라다 노선으로 총 연장은 135.5 km로 구성되어 있다. 해당 고속도로의 구간은 다음과 같이 운용되고 있으며, 먼저 밀라노에서 세라발레스크리비아를 거쳐 가는 코스는 Milano Serravalle – Milano Tangenziali가 있으며, 이 노선에 대한 운영권을 2028년까지 양도될 계획에 있는 것으로 드러난다.

## 같이 보기
- 아우토스트라다